# 地域コミュニティブランド
地域コミュニティブランド（ちいきコミュニティブランド、SCB: Social Community Brand）は、崇城大学情報学部教授・早稲田大学招聘研究員の星合隆成が2011年に提唱した地域活性化およびコミュニティビジネス創発のための理論、手法である。

## 特徴
地域コミュニティブランド理論 (SCB理論) は、「モノ」ではなく「繋がり」や「活動」をブランディングすることにより、ブローカレス理論に基づいた人的ネットワークの構築や地域コミュニティの形成を行い、そこから地域活性化やコミュニティビジネスの創発を図る点に基本的なアイデアがある。
主な特徴は以下の通りである。
1. 地域活性化プラットフォームの導入を提案
地域課題解決のための取り組み、コミュニティビジネス創発などの「地域活動」を、個々の地域活動に「共通の部分」と、個々の地域活動に「固有の部分」とに分離する。前者を「地域活性化プラットフォーム」と呼び、後者を「地域活性化アプリケーション」と呼ぶ。地域活性化プラットフォーム上で、地域活性化アプリケーションを展開することで、地域課題の解決や地域活動を容易に実現することが可能になる。これは、ICTにおけるコンピュータシステムが、個々のシステムに「共通の部分」と、個々のシステムに「固有の部分」に分離されていることからヒントを得た。一般的に前者はOS（基本ソフトウエア）、後者はアプリケーション（応用ソフトウエア）と呼ばれる。
2. 地域活性化プラットフォームをP2P技術によって構築・運営
地域課題解決や地域活動の容易化のために地域活性化プラットフォームを導入しても、地域活性化プラットフォームの構築・運営が負担になってしまっては本来の意味をなさない。そこで、地域コミュニティブランドでは、星合隆成が1998年に提唱した世界初のP2P技術の一つであるブローカレス理論・SIONet（シオネット）を⽤いて、地域活性化プラットフォームを構築・運営することを提案している。なお、ブローカレス理論では、持続的かつ安定的なP2Pネットワークを構築するためには、イトコ（インセンティブ、トラスト、コネクト）の三つの要素が必要となることを⽰している。
3. 地域資源の仮想化（ピア化）
P2Pでは、コンピュータ資源をピアとして仮想化し、ピア同士をブローカレスで繋げることでP2Pネットワークを構築する。これに対して、地域コミュニティブランドでは、地域資源をピアとして仮想化し、ピア同士をブローカレスで繋げることで地域活性化プラットフォームを構築する。この地域資源をピアとして仮想化するための手段として、オブジェクト指向設計法を活用する。

このように、ICT理論のエッセンスを地域活性化に活用する取り組みを総称して地域コミュニティブランドと呼ぶ。

## 主なプロジェクト
これまでに全国で約50以上のプロジェクトがSCB理論によって推進されている。
- SCBによる熊本市地域経済活性化委員会（熊本県）
- 宮崎県立小林秀峰高等学校（宮崎県）
- nunotech（布テク）（群馬県）
- eDo（東京都） - 中小企業庁JAPANブランド育成支援事業採択
- 雑誌「LIRY」（福岡県）
- お笑い番長（福岡県）
- 熊本市主催競輪コンテスト（熊本県）
- SCB起業塾（熊本県、群馬県）
- SCB放送局新市街スタジオ（熊本県）
- Binnovative（米国マサチューセッツ州）